# Gazpacho
Gazpacho (phát âm tiếng Tây Ban Nha: [ɡaθˈpatʃo]; phát âm tiếng Tây Ban Nha: [ɡahˈpa(t)ʃo]) hoặc Gaspacho (tiếng Bồ Đào Nha: [ɡɐʃˈpaʃu]), cũng được gọi là Andalusian gazpacho) là một loại súp phổ biến bên Tây Ban Nha. Súp này thường được dùng lạnh, thích hợp trong mùa hè oi bức của Tây Ban Nha và Bồ Đào Nha. Nguyên liệu thường được sử dụng để làm Gazpacho bao gồm bánh mì khô, cà chua, dưa chuột, hành tây, ớt chuông, tỏi, dầu ô liu, giấm, nước và muối.